# نهائي كأس مصر 1997
نهائي كأس مصر لكرة القدم 1997 هو المباراة النهائية من بطولة كأس مصر موسم 1996–1997 ، لعب النهائي يوم 30 مايو 1997 في استاد القاهرة الدولي. وقد انتهت المباراة بفوز الإسماعيلي بالمباراة بنتيجة 1–0 ليحصد لقبه الأول في تاريخ البطولة.

## قبل المباراة
كان اتحاد الكرة بقيادة سمير زاهر قد قرر إقامة المباراة النهائية ليلًا الأمر الذي رفضه إدارة النادي الإسماعيلي بقيادة إسماعيل عثمان لرغبتهم في إقامة المباراة عصرًا ليتمكن حضور جمهور الدراويش للمباراة والعودة مبكرًا إلى الإسماعيلية ليتدخل الراحل صالح سليم رئيس النادي الأهلي ليؤيد رغبة الإسماعيلي ويرفض إقامة المباراة ليلًا ليتفقا رئيسا الناديين على إقامة المباراة في الخامسة عصرًا.
وقاد الإسماعيلى للقب الكابتن علي أبو جريشة الذي تولى مسئولية تدريب الدراويش في فبراير 1997 خلفا للهولندى ويسترهوف الذي أقيل بعد الهزيمة القاسية أمام الأهلى بسداسية، بينما كان يقود الأهلي الألماني راينر هولمان الذي قاد الفريق للفوز بالنسخة السابقة 1996 على حساب المنصورة. وتعتبر هذه البطولة هي الأولى للنجم أحمد حسن قائد منتخب مصر السابق والذي كان يدافع عن ألوان الدراويش وقتها وشاركه في اللقب عدد من النجوم.

## الطريق إلى النهائي
| الفريق       | ل | ف | ت | خ | ه.ل | ه.ع | -/+ | النقاط |
| ------------ | - | - | - | - | --- | --- | --- | ------ |
| الأهلي       | 3 | 2 | 0 | 1 | 7   | 4   | +3  | 6      |
| أسوان        | 3 | 1 | 2 | 0 | 2   | 1   | +1  | 5      |
| غزل دمياط    | 3 | 1 | 1 | 1 | 4   | 4   | 0   | 4      |
| عثماثون طنطا | 3 | 0 | 1 | 2 | 2   | 6   | −4  | 1      |

| الفريق        | ل | ف | ت | خ | ه.ل | ه.ع | -/+ | النقاط |
| ------------- | - | - | - | - | --- | --- | --- | ------ |
| بلدية المحلة  | 3 | 2 | 1 | 0 | 6   | 3   | +3  | 7      |
| الإسماعيلي    | 3 | 2 | 0 | 1 | 7   | 1   | +6  | 6      |
| المنيا        | 3 | 1 | 0 | 2 | 3   | 4   | −1  | 3      |
| عمال المنصورة | 3 | 0 | 1 | 2 | 3   | 11  | −8  | 1      |

## التفاصيل
| الأهلي | 0–1 | الإسماعيلي                           |
| ------ | --- | ------------------------------------ |
|        |     | أحمد فكري الصغير 79' (بالقدم اليمنى) |